# بتلر (كنتاكي)
بتلر (بالإنجليزية: Butler, Kentucky)‏ هي مدينة تقع في مقاطعة بيندلتون، كنتاكي بولاية كنتاكي في وسط جنوب شرق الولايات المتحدة. تبلغ مساحة هذه المدينة 0.6 (كم²)، وترتفع عن سطح البحر 166 م، بلغ عدد سكانها 613 نسمة في عام 2000 حسب إحصاء مكتب تعداد الولايات المتحدة وتصل الكثافة السكانية فيها 1016.4 نسمة/كم2.

## التركيبة السكانية
حدّد مكتب تعداد الولايات المتحدة بيانات التركيبة السكانية لبتلر في تعداد الولايات المتحدة. في ما يلي، التركيبة السكانية حسب تعدادي 2000 و2010.

### تعداد عام 2000
بلغ عدد سكان بتلر 613 نسمة بحسب تعداد عام 2000، وبلغ عدد الأسر 237 أسرة وعدد العائلات 165 عائلة مقيمة في المدينة. في حين سجلت الكثافة السكانية 1,156.6 نسمة لكل كيلومتر مربع (2,995.6/ميل2). وبلغ عدد الوحدات السكنية 268 وحدة بمتوسط كثافة قدره 505.7 لكل كيلومتر مربع (1,309.8/ميل2).
وتوزع التركيب العرقي للمدينة بنسبة 98.69% من البيض و0.49% من الأمريكيين الأفارقة و0.16% من الأعراق الأخرى و0.65% من عرقين مختلطين أو أكثر و0.49% من الهسبانيون أو اللاتينيون من أي عرق.
بلغ عدد الأسر 237 أسرة كانت نسبة 46.4% منها لديها أطفال تحت سن الثامنة عشر تعيش معهم، وبلغت نسبة الأزواج القاطنين مع بعضهم البعض 46.4% من أصل المجموع الكلي للأسر، ونسبة 16% من الأسر كان لديها معيلات من الإناث دون وجود شريك،  بينما كانت نسبة 7.2% من الأسر لديها معيلون من الذكور دون وجود شريكة وكانت نسبة 30.4% من غير العائلات. تألفت نسبة 23.6% من أصل جميع الأسر من عدة أفراد يعيشون في نفس المنزل ونسبة 5.9% كانت تتألف من شخص يعيش بمفرده يبلغ من العمر 65 عاماً أو أكثر. وبلغ متوسط حجم الأسرة المعيشية 2.52، أما متوسط حجم العائلات فبلغ 2.97.
بلغ العمر الوسطي للسكان 29.2 عاماً. وكانت نسبة 31% من القاطنين تحت سن الثامنة عشر، وكانت نسبة 11.4% بين الثامنة عشر والرابعة والعشرين عاماً، ونسبة 33.9% كانت واقعةً في الفئة العمرية ما بين الخامسة والعشرين والرابعة والأربعين عاماً، ونسبة 14.7% كانت ما بين الخامسة والأربعين والرابعة والستين، ونسبة 6.5% كانت ضمن فئة الخامسة والستين عاماً فما فوق. يوجد لكل 100 أنثى 88.6 ذكر، ويوجد لكل 100 أنثى في الثامنة عشر من عمرها فما فوق 87.2 ذكر.
بلغ متوسط دخل الأسرة في المدينة 34,286 دولارًا، أما متوسط دخل العائلة فبلغ 37,946 دولارًا. وكان متوسط دخل الذكور 27,396 دولارًا مقابل 22,250 دولارًا للإناث. وسجل دخل الفرد الخاص بالمدينة 14,751 دولارًا. وكانت نسبة 14.5% من العائلات ونسبة 15.9% من السكان تحت خط الفقر، وكان من هؤلاء نسبة 23.4% تحت سن الثامنة عشر ونسبة 21.6% في الخامسة والستين من العمر وما فوق.

### تعداد عام 2010
بلغ عدد سكان بتلر 612 نسمة بحسب تعداد عام 2010، وبلغ عدد الأسر 223 أسرة وعدد العائلات 140 عائلة مقيمة في المدينة. في حين سجلت الكثافة السكانية 1,154.7 نسمة لكل كيلومتر مربع (2,990.7/ميل2). وبلغ عدد الوحدات السكنية 284 وحدة بمتوسط كثافة قدره 535.8 لكل كيلومتر مربع (1,387.7/ميل2).
وتوزع التركيب العرقي للمدينة بنسبة 94.61% من البيض و0.16% من الأمريكيين الأصليين و0.65% من الأعراق الأخرى و4.58% من عرقين مختلطين أو أكثر و1.14% من الهسبانيون أو اللاتينيون من أي عرق.
بلغ عدد الأسر 223 أسرة كانت نسبة 33.6% منها لديها أطفال تحت سن الثامنة عشر تعيش معهم، وبلغت نسبة الأزواج القاطنين مع بعضهم البعض 35.4% من أصل المجموع الكلي للأسر، ونسبة 18.4% من الأسر كان لديها معيلات من الإناث دون وجود شريك،  بينما كانت نسبة 9% من الأسر لديها معيلون من الذكور دون وجود شريكة وكانت نسبة 37.2% من غير العائلات. تألفت نسبة 29.1% من أصل جميع الأسر من عدة أفراد يعيشون في نفس المنزل ونسبة 10.3% كانت تتألف من شخص يعيش بمفرده يبلغ من العمر 65 عاماً أو أكثر. وبلغ متوسط حجم الأسرة المعيشية 2.38، أما متوسط حجم العائلات فبلغ 2.89.
بلغ العمر الوسطي للسكان 41.6 عاماً. وكانت نسبة 21.6% من القاطنين تحت سن الثامنة عشر، وكانت نسبة 10% بين الثامنة عشر والرابعة والعشرين عاماً، ونسبة 23.9% كانت واقعةً في الفئة العمرية ما بين الخامسة والعشرين والرابعة والأربعين عاماً، ونسبة 23% كانت ما بين الخامسة والأربعين والرابعة والستين، ونسبة 21.6% كانت ضمن فئة الخامسة والستين عاماً فما فوق. وتوزع التركيب الجنسي للسكان بنسبة 46.2% ذكور و53.8% إناث.

## وصلات خارجية
- The US50 - Cities and Towns in Kentucky State